# Archilocheo
L’archilocheo è un verso della metrica classica.

## Composizione
Prende il nome dal poeta greco Archiloco di Paro (VII sec. a.C.), uno dei poeti più antichi testimoniati in Grecia, il quale avrebbe introdotto nella lirica il verso del giambo, tipico dei componimenti che hanno per tema l'invettiva, il biasimo, la satira e il dialogo schietto a botta e risposta. Benché Archiloco non avesse usato solo giambi (∪ —), l'archilocheo è il frutto di perfezionamenti da parte di questo poeta, di metra: 
- due membri separati da dieresi (ossia pausa metrica), un alcmanio ({\displaystyle {\acute {-}}} –̮–̮ {\displaystyle {\acute {-}}} –̮–̮ {\displaystyle {\acute {-}}} –̮–̮ {\displaystyle {\acute {-}}} ∪ ∪, che a sua volta può essere sia catalettico che acataletto) + un itifallico.
  - L'alcmanio + un tetrametro dattilico che prende origine dal poeta lirico Alcmane che lo usò nei suoi "parteni", usato con alti metri in serie continuata (nella forma strofe-antistrofe-epodo). In latino, nelle liriche di Orazio, si accoppia come secondo verso con l'esametro dattilico nel sistema strofico dell'Archilocheo I.
  - Itifallico: deriva dal termine comico "itifallo", ossia erezione del pene, in riferimento alle feste Falloforie in onore del dio Dioniso; secondo alcuni da queste feste fracassone di campagna sarebbe nata la commedia greca, e infatti per queste feste venivano composti anche carmi itifallici. L'itifallico è un verso che ricorre spesso nel coro della commedia, soprattutto in Aristofane, lo schema è {\displaystyle {\acute {-}}} ∪ {\displaystyle {\acute {-}}} ∪ {\displaystyle {\acute {-}}} —  —. Variamente viene usato come un verso a sé.

Per la strofe tetrastica, l'archilocheo viene impiegato nell'uso di due distici abbinati di varia struttura:
- Archilocheo I: esametro dattilico + tetrametro dattilico (alcmanio catalettico): -U U, - U U, - U U, - U U, - U U, - U
-U U, - U U, - U U, - U
- Archilocheo II: esametro dattilico + hemìepes maschile o giambelego (dimetro giambico + trimetro dattilico catalettico) -U U, - U U, - U U, - U U, - U U, - U
U -, U -, U -, U - / - U U, - U U, -
- Archilocheo III: distico formato da un esametro dattilico + 1 trimetro dattilico catalettico -U U, - U U, - U U, - U U, - U U, - U
- U U, - U U, -
- Archilocheo IV: distico formato da : alcmanio (con 4° piede sempre dattilico)  + tripodia trocaica + trimetro giambico catalettico: -U U, - U U, - U U, -
 U U/ - U, - U, - U
U-, U-, U-, U-, U-, U

L'hemìepes (significa mezzo verso, ossia l'esametro, come stabilirono i grammatici) corrisponde alla prima metà dell'esametro dattilico, fino alla cesura mediana, o "pentemimere", dopo il terzo trocheo. L'hemìepes è il colon costitutivo di alcuni versi greci, come il pentametro dattilico (usato per il componimento del distico elegiaco), il giambelego, l'elegiambo. Esso si distingue in:
- - Hemìepes maschile: {\displaystyle {\acute {-}}} ∪ ∪ {\displaystyle {\acute {-}}} ∪ ∪ {\displaystyle {\acute {-}}}  che corrisponde a un pentametro vero e proprio
  - Hemìepes femminile: {\displaystyle {\acute {-}}} ∪ ∪ {\displaystyle {\acute {-}}} ∪ ∪ {\displaystyle {\acute {-}}} ∪; quest'ultimo elemento può essere anche lungo ( — ), a seconda della quantità della vocale